# 1680 az irodalomban

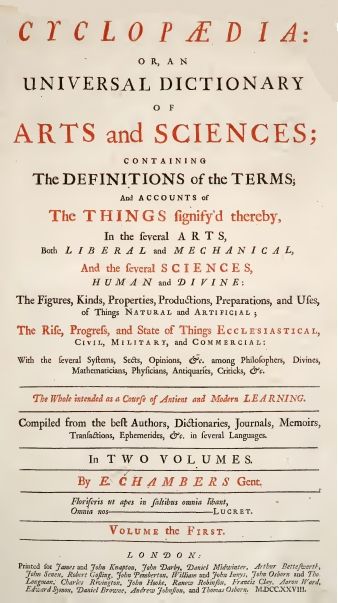
Ephraim Chambers Cyclopaediájának címlapja (1728)

Az 1680. év az irodalomban.

## Új művek
- Királyi rendeletre két (vagy három) társulat egyesüléséből megalakul a vezető francia színház, a párizsi Comédie-Française.
- Thomas Otway: Az árva (The Orphan), „az angol polgári tragédia első képviselője.”[1]

## Születések
- 1680 körül – Nezim Frakulla albán költő, a muzulmán tradíciójú bejtedzsi irodalom úttörő alakja († 1760)
- 1680 körül – Ephraim Chambers angol író, aki elsősorban Cyclopaedia, or a Universal Dictionary of Arts and Sciences (1728) című enciklopédiájáról nevezetes († 1740)

## Halálozások
- március 17. – François de La Rochefoucauld francia herceg, író és moralista, a Maximák (Maximes) című aforizmakötet szerzője (* 1613)
- 1680 – Li Jü kínai író, színi direktor, színműíró, színész, könyvkiadó (* 1610)